# Dương Văn Thái
Dương Văn Thái (* 18. April 1992) ist ein vietnamesischer Mittelstreckenläufer.

## Sportliche Laufbahn
Erste internationale Erfahrungen sammelte Dương Văn Thái im Jahr 2010, als er bei den Juniorenasienmeisterschaften in Hanoi in 1:54,91 min den siebten Platz im 800-Meter-Lauf belegte, wie auch in 4:07,42 min über 1500 Meter. Im Jahr darauf siegte er bei den Südostasienspielen in Palembang in 1:49,42 min über 800 Meter und wurde im 1500-Meter-Lauf in 3:53,32 min Vierter. 2013 nahm er über 800 Meter an den Asienmeisterschaften in Pune teil, schied dort aber mit 1:55,02 min in der ersten Runde aus. Anschließend siegte er bei den Südostasienspielen in Naypyidaw in 3:58,02 min über 1500 Meter und gewann über 800 Meter in 1:51,62 min die Bronzemedaille hinter dem Malaysier Muhammed Jironi Riduan und Mervin Guarte von den Philippinen. Bei den Asienspielen 2014 in Incheon scheiterte er über 800 Meter mit 1:50,66 min im Vorlauf und erreichte über 1500 Meter in 3:50,50 min Rang acht.
2015 siegte er bei den Südostasienspielen in Singapur in 1:51,27 min über 800 Meter, sowie in 3:52,75 min auch über 1500 Meter. Auch zwei Jahre später siegte er bei den Südostasienspielen in Kuala Lumpur in 1:48,97 min und 3:55,67 min über beide Distanzen. 2018 nahm er erneut an den Asienspielen in Jakarta teil, scheiterte dort aber über 800 Meter mit 1:49,79 min sowie über 1500 Meter mit 3:54,50 min. 2019 siegte er bei den Südostasienspielen in Capas ein weiteres Mal über beide Distanzen in 1:49,91 min und 4:06,63 min.
2013, 2015, 2017 und 2019 wurde Dương vietnamesischer Meister im 800-Meter-Lauf sowie 2011, 2013, 2015, 2017 und 2019 auch über 1500 Meter.

## Persönliche Bestleistungen
- 800 Meter: 1:48,97 min, 23. August 2017 in Kuala Lumpur (vietnamesischer Rekord)
- 1500 Meter: 3:47,04 min, 11. Juni 2015 in Singapur